# Casa de Tres Colores
La Drei-Farben-Haus (cuya traducción podría ser "Casa de Tres Colores") es el burdel más grande y antiguo de la ciudad de Stuttgart (Alemania). Se encuentra en Am Bebenhäuser Hof, en el animado barrio del centro de la ciudad, entre el final de la Königstraße y la plaza del mercado, donde está el Ayuntamiento de Stuttgart.
El nombre proviene de su llamativa fachada pintada de rojo-blanco-azul, los colores de la Tricolor, que se suponía que significaba los placeres sensuales y pecaminosos franceses. Sesenta y siete prostitutas (en 2017). de varias nacionalidades trabajan en el Laufhaus, que existe desde 1957. El "DFH" se encuentra en tres edificios conectados. Hay cinco plantas, incluido el sótano, con hasta 24 habitaciones por casa. La numeración de las habitaciones data de la época en que los pasillos de las casas aún estaban separados y el acceso sólo se realizaba a través del patio.

## Historia
Antes de la Segunda Guerra Mundial, en este lugar se encontraba la residencia de ancianos de la abadía de Bebenhausen. Fue destruido por los bombardeos aliados sobre Stuttgart durante la guerra.
Tras la guerra, las prostitutas empezaron a utilizar las ruinas para reunirse con sus clientes; se las conoció como las "prostitutas de los escombros". A raíz de las quejas, los responsables municipales quisieron librar las calles de prostitutas. Aunque 46 empresarios locales se opusieron, el alcalde Arnulf Klett concedió permisos de construcción para edificar 4 "dormitorios" en el lugar. Tres inversores construyeron 3 de los edificios y cedieron la gestión de los mismos a una pareja francesa. El cuarto "dormitorio" nunca llegó a construirse.
La casa se inauguró el 17 de febrero de 1957 con el nombre de "Hotel Garni" y 71 prostitutas se instalaron en el edificio. Fue citado como un "burdel modelo". Herwig Klawe, entonces jefe adjunto del departamento de prostitución de la policía de Stuttgart, lo describió como "un modelo a seguir dentro y fuera del país".
El marido de la pareja falleció en 1983 y su esposa continuó dirigiendo la casa, incluida la cocina para las prostitutas y la selección de nuevos inquilinos, hasta su vejez.

## Interior
El interior y el estado en que se encuentra son típicos de la época en que se construyó (1957). Las habitaciones, los pasillos de baldosas amarillas y las escaleras son bastante funcionales. Las habitaciones, de doce metros cuadrados, están equipadas con un lavabo y amuebladas según los servicios ofrecidos y los gustos del inquilino. Hay una cafetería privada, baños compartidos, duchas e instalaciones sanitarias para los residentes.

## Operación
La casa se construyó con ayuda municipal, y el ayuntamiento estableció las condiciones para su funcionamiento. Las prostitutas debían trabajar por su cuenta y pagar una cuota fija por el alquiler de las habitaciones, en lugar de trabajar para la casa y recibir un porcentaje de los ingresos. Ninguna de las prostitutas puede ser proxeneta. Como la casa es técnicamente un dormitorio, no hay salas de club ni bar. Esto ayuda a reducir las quejas por ruido y comportamiento ruidoso.
Por seguridad, en la entrada y en cada una de las plantas hay supervisores que vigilan las entradas y salidas. Todas las habitaciones tienen botones de llamada de emergencia.